# Aston Martin DB9 Volante
De Aston Martin DB9 Volante is de open uitvoering van de DB9 en heeft een stoffen kap. De auto werd onthuld op de Detroit NAIAS in januari 2004. De auto kwam in juni 2004 in Nederland op de markt, de prijs was €220.200,-, later stegen de prijzen tot €233.290,-. Na de motorische wijziging stegen de prijzen tot het bedrag dat nu voor de auto neergelegd moet worden, €258.956,-.

## Motorische wijziging
In 2008 vond een motorische wijziging plaats in de DB9, welke ook de DB9 Volante onderving. De V12 van voor de wijziging had een motorinhoud van 5935 cc, de motor leverde 331 kW(450 pk) en had een koppel van 570 Nm. De motor heeft na de wijziging nog steeds een motorinhoud van 5935 cc, maar de motor levert nu 350 kW(470 pk) en heeft een koppel van 600 Nm. Ook in de prijs is de verbetering af te lezen, voor de prijswijziging bedroeg de prijs €256.481,-, deze steeg later tot de huidige, al eerder genoemde prijs van €258.956,-.